# Barry Griffiths (cầu thủ bóng đá, sinh năm 1940)
Barry Griffiths (sinh ngày 21 tháng 11 năm 1940) là một cựu cầu thủ bóng đá người Anh từng thi đấu ở vị trí thủ môn.
Griffiths chuyển từ Sheffield Wednesday đến Blackburn Rovers với tư cách cầu thủ trẻ và thi đấu ở Chung kết Cúp FA Trẻ 1958–59.
Ông có 2 lần ra sân cho Rovers, trước khi chuyển đến Altrincham.